# 杉山裕介
杉山 裕介（すぎやま ゆうすけ、2000年〈平成12年〉10月11日 - ）は、静岡県出身のバスケットボール選手（シューティングガード）。横浜エクセレンス所属。

## 来歴
白鷗大学出身。2021年に開催された全日本インカレで優勝、翌年の同大会では準優勝に貢献。2022-23シーズン途中より特別指定選手としてB.LEAGUE・西宮ストークス（現：神戸ストークス）に加入。加入時には「ディフェンスの鬼」と称された。ストークスでは33番を着用しており、ストークスで33番を着用するのはウィリアム・ナイト、ランディ・ホワイトに続き3人目で、日本人選手では初である。
神戸に2年在籍した後、2024年6月4日にB3リーグの横浜エクセレンスに移籍した。